# Nuno Grande
Nuno Lídio Pinto Rodrigues Grande (Vila Real, 1932 — Porto, 8 de outubro de 2012) foi um médico, investigador e professor português, fundador do Instituto de Ciências Biomédicas Abel Salazar e Director do Departamento de Anatomia.

## Biografia
Nuno Grande formou-se em Medicina pela Faculdade de Medicina da Universidade do Porto, com a apresentação de uma tese de 19 valores, tendo, na altura, sido convidado para ser assistente da cadeira de Anatomia ao lado do Professor Hernâni Monteiro. Doutorou-se em 1965, com a classificação de 19 valores.
Seguidamente foi mobilizado pelo Exército Português e colocado no Hospital Militar de Luanda. Foi 1º Assistente da Faculdade de Medicina da Universidade de Luanda e foi Encarregado do Centro de Estudos de Medicina Experimental do Instituto de Investigação Científica de Angola. Na Universidade de Luanda, regeu as cadeiras de Anatomia Topográfica e de Histologia, orientando, também, Anatomia Descritiva e Biologia. Em 1970, pela extensão a Angola da jurisdição da Ordem dos Médicos, Nuno Grande, apesar de estar a viver na então colónia há menos de 5 anos, foi eleito pelos colegas Presidente do Conselho Regional da Ordem dos Médicos. Exerceu igualmente as funções de Director da Faculdade de Medicina e de Vice-Reitor da Universidade de Luanda.
Em 1974, regressou de Angola, tendo, em 1975, juntamente com personalidade médicas como Corino de Andrade, fundado o actual Instituto de Ciências Biomédicas Abel Salazar, no Porto. Nesta escola médica, em que foi regente da cadeira de Anatomia Sistemática  realizou trabalhos inéditos de repercussão internacional.

## Cargos
- Mandatário Nacional da candidatura da Engª Maria de Lourdes Pintasilgo à Presidência da República em 1985.
- Representante de Portugal na C.G.C.Q. ¾ da Direcção Geral, XII da CEE para a Investigação em Medicina e Saúde, 1986-1990.
- Membro do Painel de Conselheiros do Comité Científico da NATO, desde 1989.[1]
- Pró-Reitor da Universidade do Porto para os assuntos Sociais desde 1988.
- Presidente da Direcção da Associação Divulgadora da casa Museu Abel Salazar e da Comissão Nacional das Comemorações do Centenário do Nascimento do Prof. Abel Salazar.[3]
- Presidente da Comissão de Gestão do Instituto Nacional de Engenharia Biomédica (INEB).
- Representante da Universidade do Porto e Presidente da Administração da Casa da Cultura de Língua Portuguesa.
- Membro do Conselho Científico da Sociedade Europeia  de Anatomia Clínica e Membro do Conselho de Administração do Grupo Europeu de Linfáticos.
- Presidente das Jornadas Portuguesas de Informação Médica desde 1978, onde são homenageadas figuras importantes como Corino de Andrade, Álvaro Rodrigues, Joaquim Bastos, Xavier Morato, Barahona Fernandes e outros.
- Vice-Presidente das Jornadas de Medicina Geriátrica da Região Norte desde 1985.
- Foi membro da Comissão Mista Luso-Norueguesa para a implantação dos Cuidados Primários de Saúde do Distrito de Vila Real.
- Convidado pela Universidade da Ásia Oriental para fundar uma Escola de Ciências Médicas de Macau.
- Integrou uma missão da Fundação Gulbenkian para estudar a reactivação da Universidade de Angola (1987).
- Em 1990, a convite da Universidade Agostinho Neto, foi o decano do Júri de outorga de Título de especialista em Medicina.
- Esteve na Guiné com a finalidade de reactivar a Faculdade de Medicina de Bissau.
- Foi condecorado pelo Governo Português com o grande oficialato da Ordem da Instrução Pública.
- Recebeu as Palmas Universitárias do Governo Francês.
- Cidadão de mérito das Câmaras do Porto, Vila Real, Ribeira de Pena, Vila Pouca de Aguiar, Boticas, Santa Marta de Penaguião e Montalegre.